# الوسرد
الوسرد (به سوئدی: Älvsered) یک سکونتگاه مسکونی در سوئد است که در Falkenberg Municipality واقع شده‌است.

## خصوصیات
الوسرد ۰٫۹۹ کیلومترمربع مساحت و ۴۳۳ نفر جمعیت دارد.